# Surhuisterveen
Surhuisterveen is een van de twaalf dorpen van de gemeente Achtkarspelen, in de Nederlandse provincie Friesland. De Friese naam is Surhústerfean, uitspraak [ətsörhüstr’fɪ.ən], in de volksmond ook wel It Fean ([ət’fɪ.ən], 'Het Veen'.
Het is de grootste kern qua inwoners: 6.100 op 1 januari 2023. Dat is iets meer dan Buitenpost, het  hoofddorp van de gemeente, dat twaalf kilometer noordelijker ligt. Drachten ligt twaalf kilometer zuidelijker en Leeuwarden en Groningen liggen op dertig kilometer. Ten zuidoosten van Surhuisterveen begint de Lauwers.
Onder het dorp vallen ook de buurtschappen Blauwhuis, Kortwoude (klein deel) en Wildveld (deels). De Vierhuisterweg is vernoemd naar de buurtschap Vierhuizen.

## Geschiedenis
Het dorp ontstond aan het einde van de zestiende eeuw, toen turfgravers en schippers hier huizen begonnen te bouwen. De naam van het dorp verwijst naar de veenkoloniale tijd en betekent letterlijk Surhuizerveen, de veengronden ten zuiden van het tegenwoordig kleinere, maar oudere Surhuizum.

## Voorzieningen
In de 21e eeuw is Surhuisterveen een dorp met een sterke regiofunctie. In het dorp zijn er dan ook diverse voorzieningen te vinden, waaronder winkels en horecagelegenheden. Het dorp heeft verder onder meer een bejaardentehuis, een brandweerkazerne en een postkantoor.

## Religie

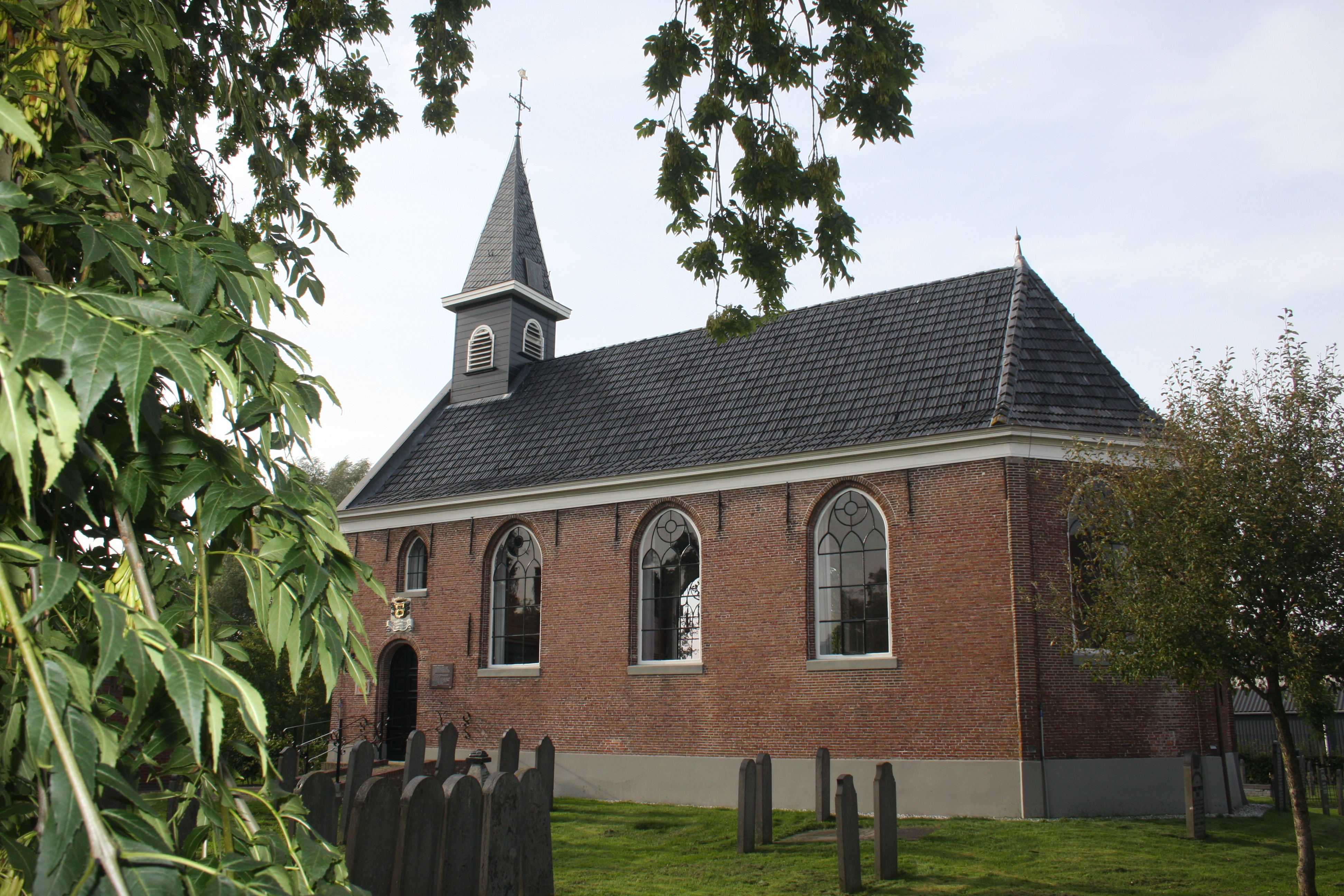
Dorpskerk

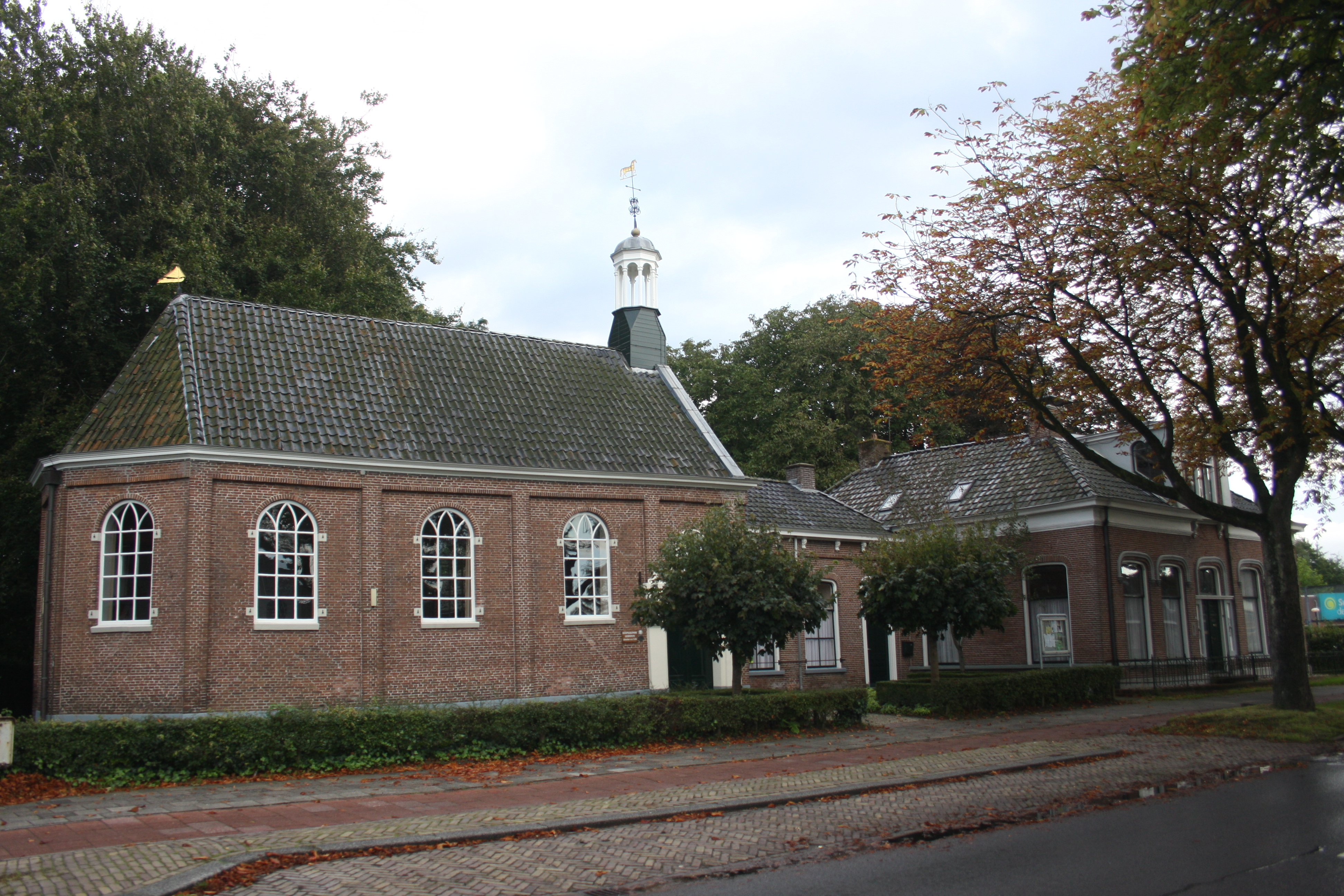
Doopsgezinde kerk

Surhuisterveen kent vijf verschillende kerkelijke gemeenschappen:
- Een baptistengemeenschap
- Een gezamenlijke christelijk gereformeerde en Nederlandse gereformeerde kerk
- Doopsgezinden: de doopsgezinde kerk van Surhuisterveen
- Twee protestantse kerken, waaronder de monumentale Dorpskerk.

## Onderwijs
Het dorp beschikt over een drietal basisscholen en twee middelbare scholen, te weten:
- Openbare basisschool 't Skriuwboerd
- Christelijke basisschool De Bêrnebrêge
- Christelijke basisschool De Hoekstien
- Het openbare VO Surhuisterveen, een samenvoeging van het openbare OSG Singelland en het christelijke Lauwers College (vmbo, onderbouw havo)

## Sport

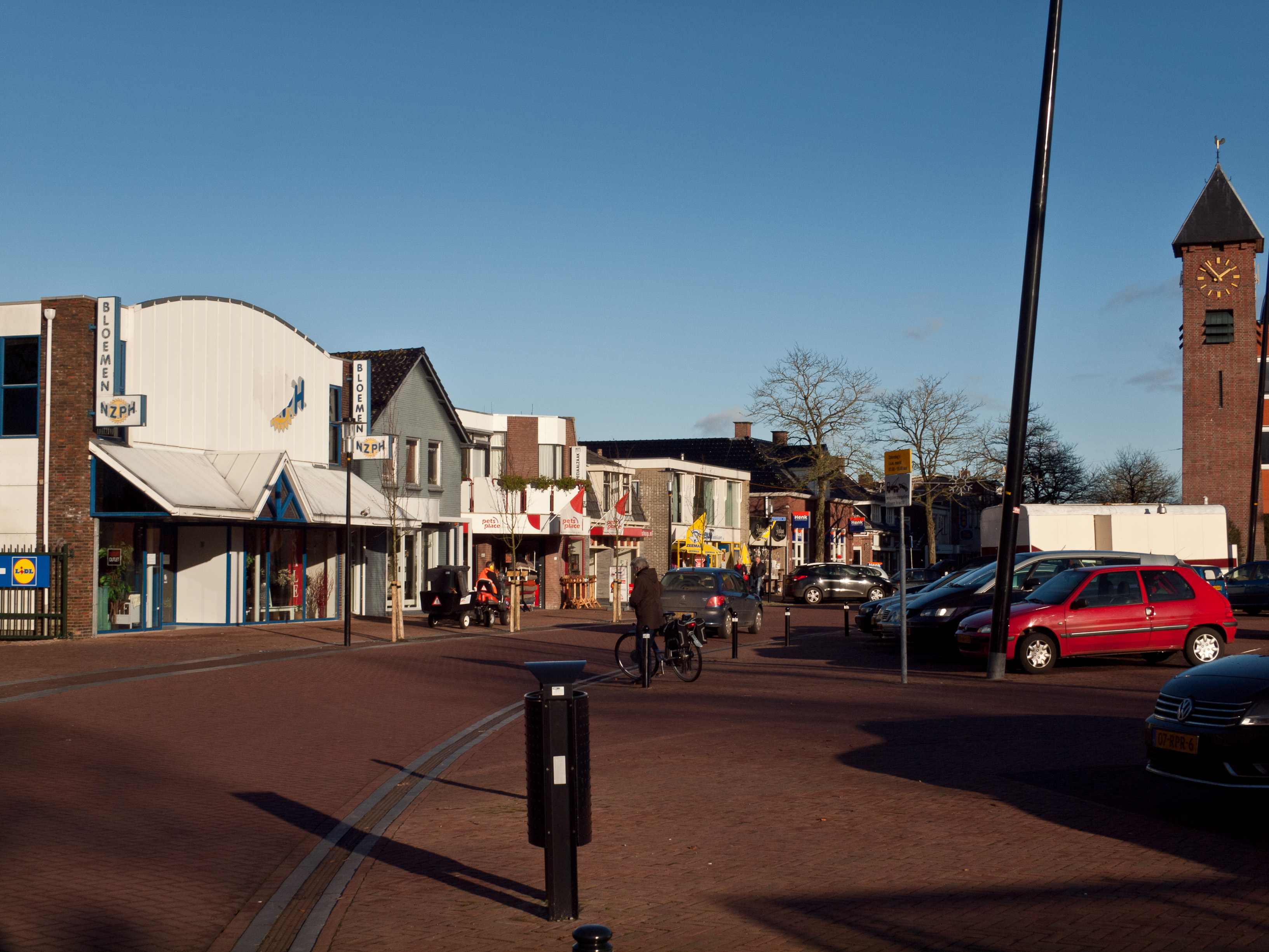
Het centrum van Surhuisterveen in 2012

Jaarlijks vinden er twee wielerwedstrijden plaats, de Profronde en de Centrumcross. De zaterdag voorafgaand aan de Profronde wordt sinds enkele jaren de Pieter Weening Classic, een toertocht door de omgeving, gereden. Tevens werd op 16 juli 2011 de vijfentwintigste editie van de Sterkste Man van Nederland in Surhuisterveen georganiseerd,
Het dorp beschikt over een openluchtzwembad (De Wettervlecke), sportvelden (De Ketting), een sporthal (Surventohal), tennisbanen en een skate- en ijsbaan.
Verder kent het dorp de voetbalvereniging FC Surhústerfean een fusie van: 't Fean '58, VV Surhuisterveen en de gezamenlijke combinatieploeg SJO Feanstars, ook kent het dorp de korfbalvereniging It Fean.

## Cultuur
Op het gebied van cultuur beschikt het dorp over één museum, te weten de Museumboerderij Ot en Sien. Tot 2014 waren er daarnaast in Surhuisterveen nog een Munt-en Penningkabinet (geopend in 1986) en een Optiekmuseum (geopend in 1996) te vinden. Ook is er de brassband Blaast de Bazuin.

## Rijksmonumenten

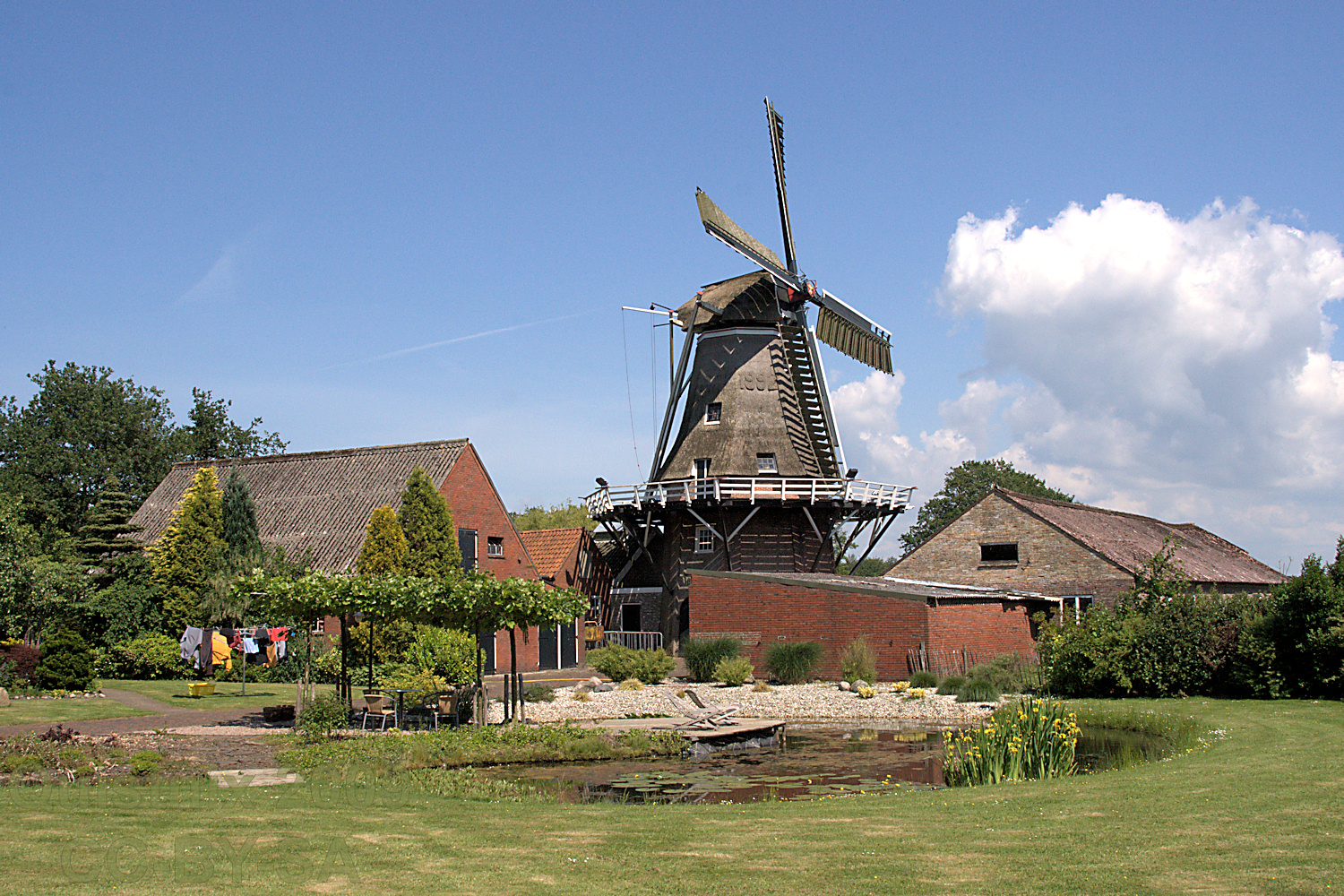
Korenmolen Koartwâld

In Surhuisterveen zijn 15 rijksmonumenten te vinden. Een groot deel daarvan is huizen, maar ook kerken en een molen zijn op de lijst te vinden. Een complete lijst is te vinden in de lijst van rijksmonumenten in Surhuisterveen. De in de lokale omgeving bekendste monumenten zijn:
- De in 1801 gebouwde doopsgezinde kerk
- De in 1865 gebouwde pastoriewoning bij de doopsgezinde kerk
- De in 1934 gebouwde klokkentoren in het centrum
- De in 1864 gebouwde korenmolen Koartwâld (Bij buurtschap Kortwoude.[3])
- De in 1685 gebouwde Hervormde kerk

## Het inwoneraantal door de jaren heen
| 1990 | 1992 | 1994 | 1996 | 1998 | 2000 | 2002 | 2004 | 2006 | 2008 | 2009 | 2010 | 2012 | 2013 | 2014 | 2015 | 2017 | 2018 | 2019 | 2020 | 2021 |
| ---- | ---- | ---- | ---- | ---- | ---- | ---- | ---- | ---- | ---- | ---- | ---- | ---- | ---- | ---- | ---- | ---- | ---- | ---- | ---- | ---- |
| 5866 | 5867 | 5876 | 5849 | 5808 | 5730 | 5728 | 5740 | 5748 | 5757 | 5800 | 5874 | 5851 | 5820 | 5825 | 5860 | 5929 | 6016 | 6031 | 6011 | 6056 |

## Bekende 'Feansters'
- Jan Hepkes Wouda (1862–1939), koopman en verhalenverteller
- Taeke Schuilenga (1878–1943), ondernemer
- Henk Smit (1932–2010), zanger
- Allard Schuilenga (1943–2020), politicus
- Joop Atsma (1956), politicus
- Meindert Talma (1968), muzikant
- Betty de Boer (1971), politica
- Jantien van der Meer (1972), scenarioschrijfster
- Gerben Wiersma (1977), turncoach
- Herman Wegter (1978), tv-presentator

## Openbaar vervoer
In Surhuisterveen rijden verschillende bussen van de vervoerder Qbuzz.
- Lijn 12 (streekbus): Buitenpost - Augustinusga - Surhuizum - Surhuisterveen - Rottevalle -  Drachten
- Lijn 13 (streekbus): Drachten - Drachtstercompagnie - Houtigehage - Boelenslaan - Surhuisterveen - Harkema - Drogeham - Kootstertille - Eestrum - Noordbergum - Quatrebras - Tietjerk - Groene Ster - Leeuwarden
- Lijn 39 (streekbus): Groningen - Slaperstil - Aduard - Zuidhorn - Niekerk - Oldekerk - Sebaldeburen - Grootegast - Doezum - Kornhorn - Opende - Surhuisterveen
- Lijn 133 (streekbus): Groningen - P+R Hoogkerk - Boerakker - Sebaldeburen - Grootegast - Doezum - Kornhorn - Opende - Surhuisterveen
- Lijn 139 (schoolbus): Groningen - Hoogkerk - De Poffert - Enumatil - Niekerk - Oldekerk - Sebaldeburen - Grootegast - Doezum - Kornhorn - Opende - Surhuisterveen

Dorpen: Augustinusga · Boelenslaan · Buitenpost · Drogeham · Gerkesklooster · Harkema · Kootstertille · Stroobos · Surhuisterveen · Surhuizum · Twijzel · Twijzelerheide

Buurtschappen: Barghiem · Blauwhuis · Blauwverlaat · Buweklooster · Buwetille · De Kooten · De Laatste Stuiver · Dijkhuizen · Egypte · Gerben Allesverlaat · Hamsterpein · Hamshorn · Hiltjemoeiswouden · Jachtveld · Kortwoude · Kuikhorne (deels) · Lutkepost · Monniketille · Ophuis · Opperkooten · Rohel · Roodeschuur · Surhuizumer Mieden · Uitland · Vierhuizen · Westerend · Wildpad (deels) · Wildveld

Friesland: Steden en dorpen      Nederland: Provincies · Gemeenten